# Bruno Rojas
Artur Bruno Rojas da Silva (Cochabamba, 27 maggio 1993) è un velocista boliviano.

## Biografia
Detentore dei record nazionali maschili nella velocità, Rojas ha iniziato a disputare le prime competizioni internazionali nel 2009, con la partecipazione ai Mondiali allievi in Trentino-Alto Adige e successivamente ai Giochi olimpici giovanili di Singapore. Nel 2011, debutta tra i seniores partecipando, in Argentina, ai Campionati sudamericani e successivamente guadagna un pass olimpico per i Giochi di Londra 2012, dove si ferma in batteria. Successivamente ha partecipato a varie edizioni dei Campionati sudamericani e ha dovuto saltare le competizioni casalinghe dei Giochi sudamericani a causa di un infortunio, per poi tornare ai Campionati sudamericani di Lima.

## Palmarès
| Anno | Manifestazione                   | Sede              | Evento      | Risultato  | Prestazione | Note |
| ---- | -------------------------------- | ----------------- | ----------- | ---------- | ----------- | ---- |
| 2009 | Mondiali allievi                 | Bressanone        | 200 m piani | Batteria   | 23"01       |      |
| 2010 | Giochi olimpici giovanili        | Singapore         | 100 m piani | Batteria   | 10"90       |      |
| 2010 | Campionati sudamericani U18      | Santiago del Cile | 100 m piani | 4º         | 10"97       |      |
| 2011 | Campionati sudamericani          | Buenos Aires      | 100 m piani | Batteria   | 10"78       |      |
| 2011 | Campionati sudamericani          | Buenos Aires      | 200 m piani | Batteria   | 21"55       |      |
| 2011 | Giochi dell'ALBA                 | Barquisimeto      | 100 m piani | 7º         | 10"92       |      |
| 2011 | Giochi dell'ALBA                 | Barquisimeto      | 200 m piani | 6º         | 21"64       |      |
| 2011 | Campionati panamericani juniores | Miramar           | 100 m piani | Batteria   | 10"66       |      |
| 2011 | Campionati panamericani juniores | Miramar           | 200 m piani | Batteria   | 21"56       |      |
| 2011 | Campionati sudamericani juniores | Medellín          | 100 m piani | Batteria   | 10"90       |      |
| 2011 | Campionati sudamericani juniores | Medellín          | 200 m piani | 4º         | 21"63       |      |
| 2012 | Mondiali juniores                | Barcellona        | 100 m piani | Batteria   | 10"80       |      |
| 2012 | Mondiali juniores                | Barcellona        | 200 m piani | Batteria   | 21"92       |      |
| 2012 | Giochi olimpici                  | Londra            | 100 m piani | Batteria   | 10"65       |      |
| 2012 | Campionati sudamericani U23      | San Paolo         | 100 m piani | 7º         | 10"76       |      |
| 2012 | Campionati sudamericani U23      | San Paolo         | 200 m piani | 7º         | 21"81       |      |
| 2013 | Campionati sudamericani          | Cartagena         | 100 m piani | Batteria   | dq          |      |
| 2013 | Campionati sudamericani          | Cartagena         | 200 m piani | Batteria   | 22"08       |      |
| 2013 | Giochi bolivariani               | Trujillo          | 100 m piani | Batteria   | 10"96       |      |
| 2013 | Giochi bolivariani               | Trujillo          | 200 m piani | Batteria   | 21"87       |      |
| 2013 | Giochi bolivariani               | Trujillo          | 4×100 m     | 5º         | 41"51       |      |
| 2014 | Campionati sudamericani U23      | Montevideo        | 100 m piani | 7º         | 10"96       |      |
| 2014 | Campionati sudamericani U23      | Montevideo        | 200 m piani | 5º         | 21"56       |      |
| 2015 | Campionati sudamericani          | Lima              | 100 m piani | Batteria   | 10"78       |      |
| 2015 | Campionati sudamericani          | Lima              | 200 m piani | 7º         | 21"87       |      |
| 2016 | Campionati ibero-americani       | Rio de Janeiro    | 100 m piani | Semifinale | 10"54       |      |
| 2016 | Campionati ibero-americani       | Rio de Janeiro    | 200 m piani | Semifinale | dns         |      |
| 2017 | Giochi bolivariani               | Santa Marta       | 200 m piani | Batteria   | 22"27       |      |
| 2017 | Giochi bolivariani               | Santa Marta       | 4×100 m     | 4º         | 41"63       |      |
| 2019 | Campionati sudamericani          | Lima              | 100 m piani | Batteria   | 10"75       |      |
| 2019 | Campionati sudamericani          | Lima              | 200 m piani | Batteria   | 21"76       |      |
| 2019 | Campionati sudamericani          | Lima              | 4×100 m     | 7º         | 41"73       |      |
| 2021 | Campionati sudamericani          | Guayaquil         | 100 m piani | Batteria   | 10"71       |      |
| 2021 | Campionati sudamericani          | Guayaquil         | 200 m piani | Batteria   | 21"72       |      |